# Eden Hazard
Eden Michael Hazard (* 7. ledna 1991 La Louvière) je bývalý belgický profesionální fotbalista, který hrával na pozici křídelníka. Svou hráčskou kariéru ukončil v říjnu 2023 poté, co mu v létě skončila smlouva s Realem Madrid. Účastník Mistrovství světa 2014 v Brazílii a EURA 2016 ve Francii a bronzový medailista z Mistrovství světa 2018 v Rusku. Mezi lety 2008 a 2022 odehrál také 126 utkání v dresu belgické reprezentace, v nichž vstřelil 33 branek.
Jeho mladší bratři Kylian, Thorgan a Ethan jsou také profesionální fotbalisté.

## Klubová kariéra

### Lille OSC
Za mládežnický tým Lille hrál od roku 2005. Svůj první start za první tým Lille OSC si odbyl Eden jako střídající hráč 16. listopadu 2007 v přátelském zápase proti belgickému týmu Club Brugge KV. Na základě dobrého výkonu si vysloužil zahrnutí v nominaci na další ligový zápas a v něm se také dostal na hřiště jako střídající hráč, bylo to 24. listopadu proti AS Nancy. 20. září 2008 se jako střídající hráč v ligovém zápase proti AJ Auxerre  zapsal poprvé na listinu střelců, když vyrovnával na 2:2 a stal se tak nejmladším ligovým střelcem klubu. První start za Lille přišel 24. září 2007 v pohárovém zápase proti Montpellier HSC. První ligový start si odbyl v zápase proti AS Saint-Étienne, 15. listopadu 2007.

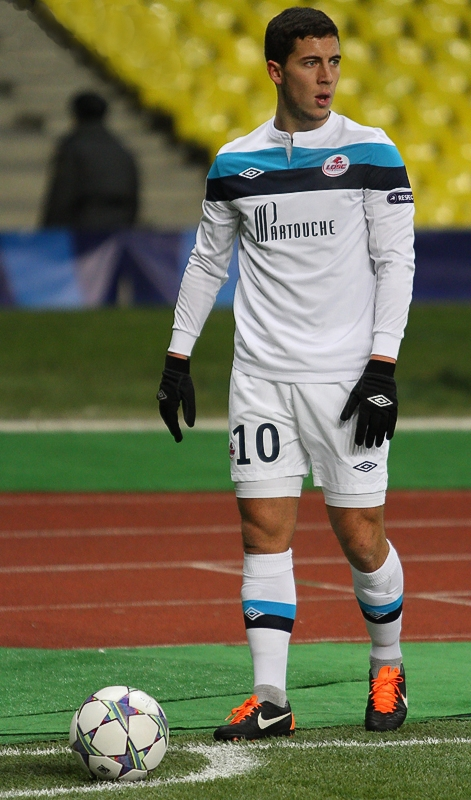
Eden Hazard v dresu Lille OSC

V ročníku 2010/11 vyhrál s Lille francouzskou ligu i francouzský fotbalový pohár (čili získal s klubem tzv. double) a stal se nejmladším hráčem, který byl zvolen nejlepším hráčem sezóny v Ligue 1. Tuto trofej obhájil i v následující sezóně, ačkoliv Lille neobhájilo titul a stal se prvním hráčem po Portugalci Pauletovi, který dokázal toto ocenění získat ve dvou po sobě jdoucích sezónách. V obou sezónách se také dostal do výběru týmu roku. Dvě sezóny po sobě také dokázal získat trofej pro mladého hráče roku v Ligue 1 a stal se nejprve prvním nefrancouzským hráčem, který tuto trofej získal a o sezónu později prvním hráčem, který ji získal dvakrát.
V roce 2011 získal cenu Bravo a skončil na třetím místě v anketě Golden Boy za vítězným Mario Götzem a druhým Thiago Alcântarou.
20. května 2012 nastoupil ke svému poslednímu utkání v dresu Lille a podílel se hattrickem (prvním ve své kariéře) na vítězství 4:1 proti AS Nancy, klubu, proti němuž si připsal svůj debut v první lize.

### Chelsea FC
V květnu 2012 Hazard oznámil přes svůj účet na Twitteru, že podepíše smlouvu s čerstvým vítězem Ligy mistrů Chelsea FC, nicméně kluby Chelsea ani Lille to nepotvrdily. 4. června 2012 Chelsea oficiálně potvrdila na svých stránkách, že souhlasí s podmínkami přestupu stanovené francouzským klubem Lille. Hráč podstoupil vstupní prohlídku, cena za přestup se odhadovala na cca 32 milionů £ (40 milionů €). Eden Hazard se pro klubové stránky vyjádřil takto: „Jsem rád, že jsem konečně zde. (Chelsea FC) je úžasný klub a já se nemohu dočkat startu.“

#### Sezóna 2012/13
Ve svém prvním oficiálním zápase za Chelsea prohrál s mužstvem proti Manchesteru City v Community Shieldu 2:3, podílel se však na gólu Fernanda Torrese. Při svém debutu v Premier League proti Wiganu již ve 2. minutě asistoval Ivanovičovi a následně byl v 7. minutě faulován v pokutovém území, takže následovala penalta, kterou proměnil Frank Lampard. Hazard byl nakonec vyhlášen hráčem zápasu. První (ligový) zápas na Stamford Bridge odehrál 22. srpna proti Readingu. Opět byl zvolen hráčem zápasu poté, co po faulu na něj Lampard proměnil penaltu a asistoval při gólu Gary Cahilla a Branislava Ivanoviće.
První gól v dresu Chelsea si připsal ve 2. ligovém kole 25. srpna 2012 proti Newcastlu, domácí Chelsea zvítězila 2:0. Hazard zastoupil tradičního exekutora pokutových kopů Franka Lamparda (jenž zůstal pouze na střídačce) a ve 22. minutě proměnil penaltu, upravil stav utkání na průběžných 1:0.

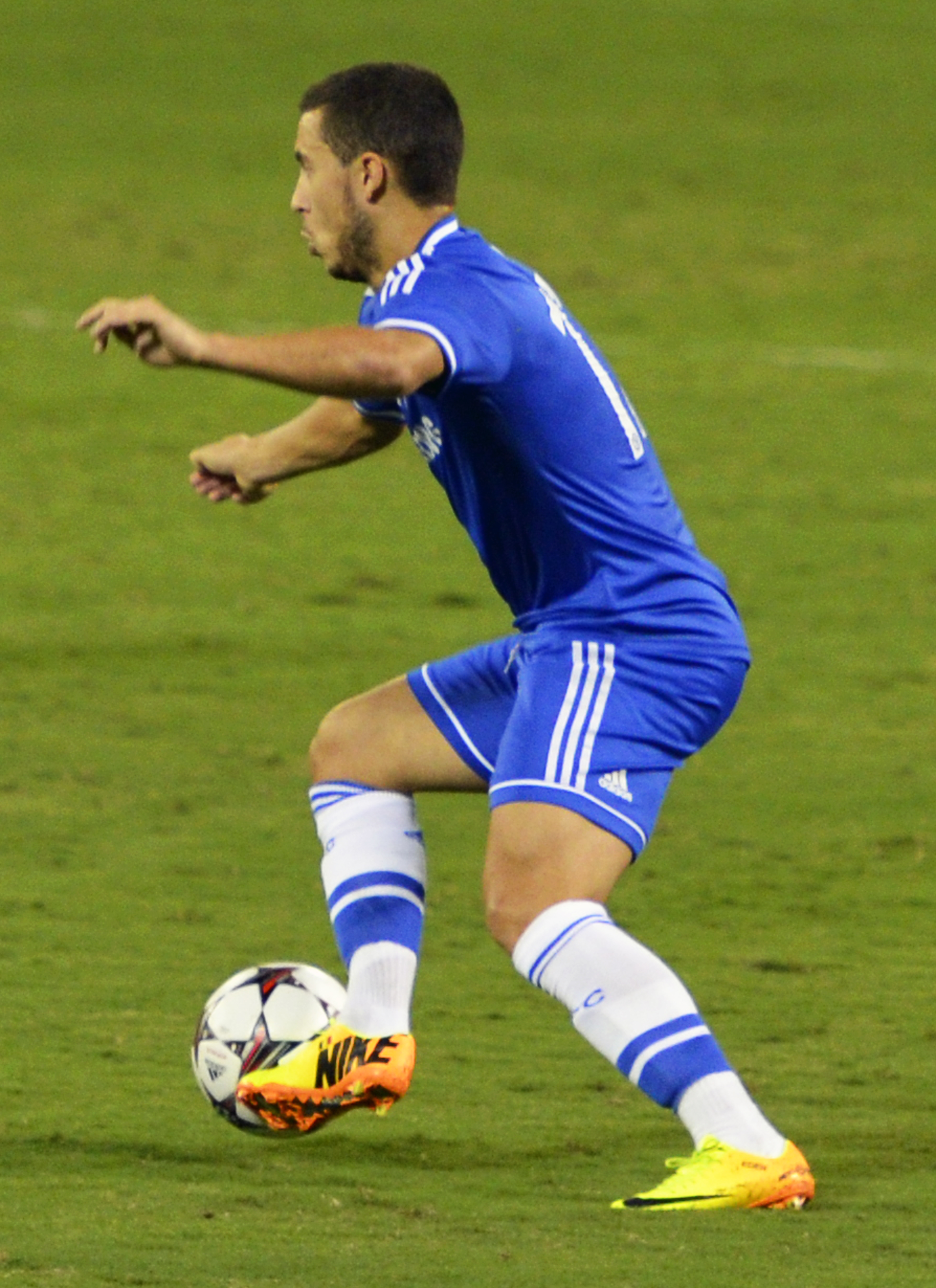
V přátelském utkání proti italskému AS Řím

 31. srpna 2012 nastoupil v Monaku v základní sestavě Chelsea k utkání o evropský Superpohár proti španělskému Atléticu Madrid, v němž se střetávají vítěz Ligy mistrů (tehdy Chelsea FC) a Evropské ligy (tehdy Atlético Madrid). Hazard odehrál celý zápas, ale porážce 1:4 zabránit nedokázal.
Dne 27. října 2012 v ligovém utkání (9. kolo) byl u domácí prohry Chelsea 2:3 proti Manchesteru United. Rozhodčí přísně udělili dvě červené karty, obránci Branislavu Ivanovićovi a útočníkovi Fernandu Torresovi, navíc uznali rozdílový gól z ofsajdu, který vstřelil Javier Hernández Balcázar. Chelsea tak poprvé prohrála v sezoně 2012/13 v lize. Duel Chelsea-Manchester United se vzápětí opakoval 31. října, tyto týmy se potkaly v zápase anglického ligového poháru (Capital One Cup), kde Chelsea v atraktivním utkání Manchesteru ligovou prohru oplatila, i když dlouhou dobu pouze dotahovala soupeře. Hazard v 93. minutě srovnával z pokutového kopu na 3:3, zápas tak dospěl do prodloužení. Skončil výhrou Chelsea 5:4, která se po vyřazení Manchesteru United ve čtvrtfinále utkala s Leedsem United. 16. ledna 2013 přispěl jedním gólem v Premier League k remíze 2:2 se Southamptonem, když ve 45. minutě zvyšoval na průběžných 2:0. Ve 30. kole se podílel svým gólem na vítězství 2:0 nad domácím West Hamem United, Chelsea se zároveň posunula na třetí místo před Tottenham.
Do jarního šestnáctifinále Evropské ligy 2012/13 byl Chelsea přilosován český klub AC Sparta Praha, Hazard nastoupil 14. února 2013 v Praze v základní sestavě, anglický celek zvítězil 1:0 gólem mladého brazilského fotbalisty Oscara. O týden později se představil v odvetě na Stamford Bridge, Sparta dlouho vedla 1:0, ale Hazard ve druhé minutě nastaveného času obehrál dva bránící hráče a tvrdou ranou do šibenice zařídil vyrovnání na 1:1. Chelsea vyřadila Spartu z Evropské ligy a přes rumunskou Steauu Bukurešť a ruský FK Rubin Kazaň postoupila do semifinále soutěže. 15. května 2013 získala Chelsea titul v Evropské lize po vítězství 2:1 ve finále nad Benfikou Lisabon, Hazard v zápase kvůli zranění nenastoupil.
V závěru sezóny byl zařazen do Jedenáctky roku Premier League (Premier League Team of the Year) 2012/13.

#### Sezóna 2013/14
8. února 2014 vstřelil svůj první hattrick za londýnský klub v utkání proti Newcastle United FC, Chelsea zvítězila 3:0 a poskočila na první místo ligové tabulky. Hazard se stal zároveň nejmladším hráčem Chelsea, který třikrát skóroval v jednom utkání Premier League. Potvrdil tak i své dosavadní postavení nejlepšího střelce klubu sezóny 2013/14.

#### Sezóna 2014/15
3. května 2015 tři kola před koncem sezóny 2014/15 získal s Chelsea ligový titul, v téže sezóně vyhrál i Football League Cup. V této sezóně se stal nejlepším hráčem Premier League podle sportovních novinářů (FWA Footballer of the Year) i podle fotbalistů (PFA Footballer of the Year).

#### Sezóna 2015/16
První polovinu sezóny se Eden střelecky i herně trápil. Svůj první gól vstřelil až 31. ledna 2016 ve třetím kole FA Cupu proti MK Dons. Proměněnou penaltou navýšil skóre na 4:1 pro Chelsea (5:1, postup do dalšího kola). Byl to jeho první gól v dresu Blues od 3. května 2015. 2. května 2016, ve 32. kole Premier League, v zápase proti Tottenhamu rozhodl vyrovnávacím gólem na 2:2 o výhře Leicesteru City v Premier League.

#### Sezóna 2018/19
Chelsea zahájila sezónu venkovní výhrou 2:1 na stadionu Newcastle United dne 26. srpna 2018, o což se proměněnou penaltou přičinil také Hazard.
Jeho hattrick včetně další úspěšně zahrané penalty v duelu hraném 15. září s Cardiffem pomohl k domácí výhře 4:1.
Ještě v září pomohl příchodem z lavičky svým šestým gólem v sedmém zápase postoupit přes Liverpool ve čtvrtém kole Ligového poháru (EFL Cup).
Ve finále Evropské ligy UEFA 29. května 2019 zaznamenal dva góly a jednu asistenci na gól Pedra. Chelsea tímto porazila Arsenal 4:1, pro Hazarda šlo o poslední zápas v modrém dresu Blues.

### Real Madrid

#### Sezóna 2019/20

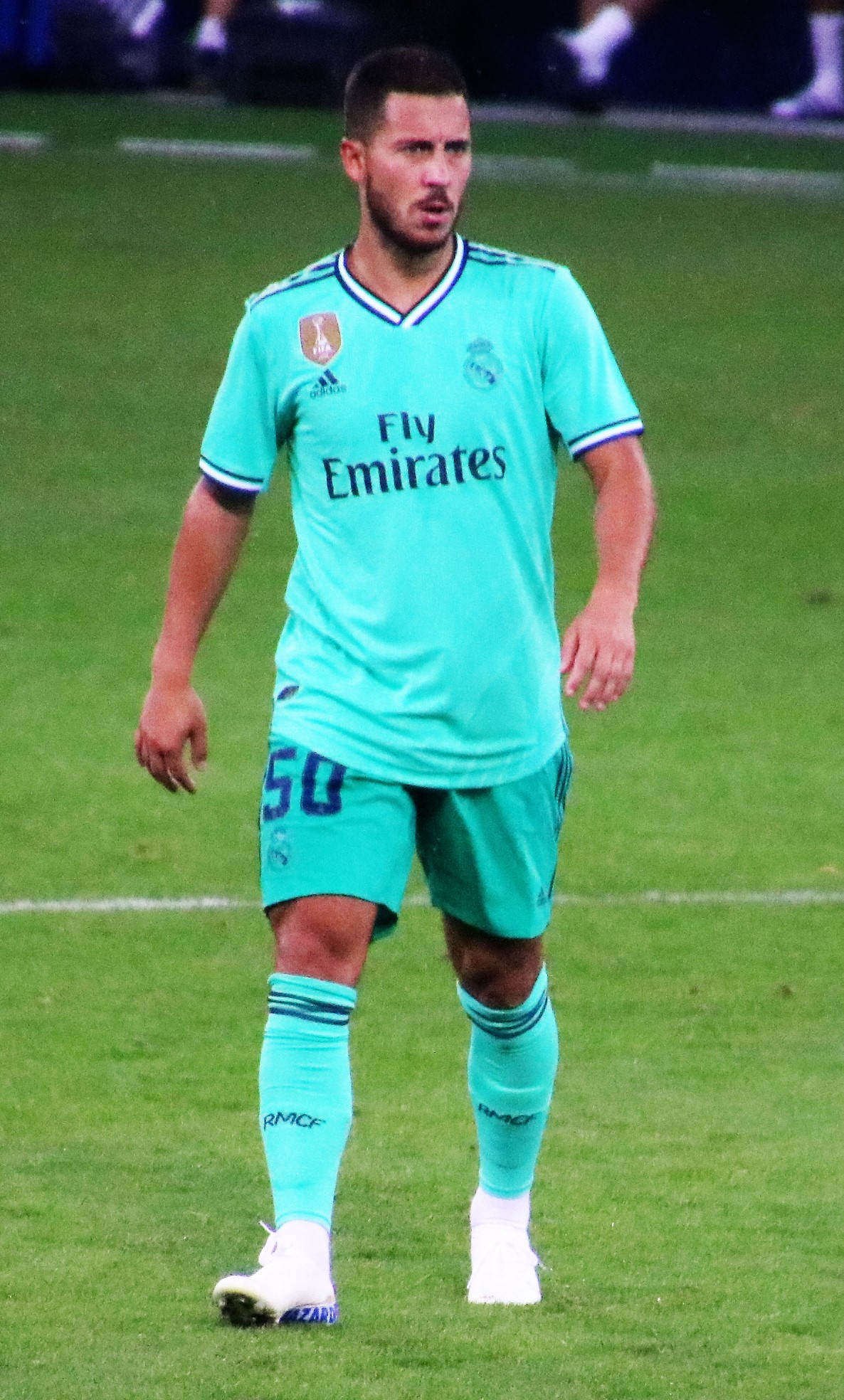
Eden Hazard v přípravném zápase proti RB Salzburg (srpen 2019)

Přestup Hazarda z Chelsea do Realu Madrid byl potvrzen dne 7. června 2019. Madridský celek za něho zaplatil 100 milionů eur (88,5 milionu liber), s případnými bonusy se měla částka navýšit až na 146,1 milionu eur (130 milionů liber). Hazard podepsal smlouvu na pět let a měl si týdně vydělat 400 tisíc liber. Přesunem do Realu se stal předmětem devátého nejdražšího přestupu fotbalové historie, osmým přestupem byl v roce 2013 Gareth Bale, též hráč Realu Madrid. V srpnu bylo potvrzeno, že bude Hazard nosit dres s číslem 7, v minulosti nošený fotbalisty jako Cristiano Ronaldo, Raúl nebo Raymond Kopa.
Během července roku 2020 se stal ve dresu „Bílého baletu“ mistrem Španělska, celkově kvůli zranění odehrál „pouze“ 16 utkání v La Lize. Tím, že dopomohl k titulu a zároveň do hlavní fáze Ligy mistrů se jeho cena navýšila přibližně o 10 až 18 milionů liber, které tak Real Madrid zaplatí jeho předchozímu klubu, Chelsea.

#### Sezóna 2020/21
Hazard skóroval ve venkovním zápase proti Interu Milán 25. listopadu 2020, čímž zaznamenal premiérový gól v Lize mistrů za Real Madrid. V této soutěži se trefil po třech letech a pomohl skupinový zápas vyhrát 2:0.

#### Sezóna 2021/22
Na začátku sezóny 2021/22 Hazard pravidelně nastupoval, ale v konkurenci Viníciuse Júniora se nedokázal prosadit do stabilní základní sestavy trenéra Carla Ancelottiho. Hazard následně kvůli zánět žaludku a střev vynechal zbytek podzimní části sezóny. 20. ledna 2022 vstřelil Hazard svůj první gól v sezoně, když ve 115. minutě zápasu s Elche vítěznou brankou poslal Real Madrid do čtvrtfinále Copa del Rey. 25. března podstoupil operaci pravé lýtkové kosti. 30. dubna získal Hazard s Realem Madrid po domácím vítězství 4:0 nad Espanyolem svůj druhý titul v La Lize. 28. května získal svůj první titul v Lize mistrů poté, co Real Madrid ve finále porazil Liverpool 1:0; do zápasu však nenastoupil.

#### Sezóna 2022/23
Dne 6. září 2022 Hazard asistoval na branku Luky Modriće a následně vstřelil svůj 200. gól v kariéře v zápase základní skupiny Ligy mistrů proti Celticu. 3. června 2023 Hazard předčasně ukončil svou smlouvu s Realem Madrid, po čtyřech letech v klubu. Během svého působení v hlavním městě Španělska vstřelil v 76 utkáních ve všech soutěžích pouze 7 gólů a přidal 12 asistencí, přičemž mnozí ho označovali za „nejhorší nákup v historii Realu Madrid“.
Dne 10. října 2023 Hazard po třech měsících od odchodu z Madridu oznámil, že se rozhodl ukončit profesionální fotbalovou kariéru.

## Reprezentační kariéra

### Mládežnické výběry
Eden Hazard hrál v různých belgických mládežnických výběrech, např. v U17 nebo U19. V dresu belgické reprezentace do 17 let nastoupil k 17 zápasům. Na evropském šampionátu do 17 let, který pořádala Belgie, skóroval Hazard z pokutového kopu proti Nizozemsku a přispěl tak k remíze 2:2. Během šampionátu mladý hráč zapůsobil na média a experty, v Belgii jej začali přirovnávat k místní fotbalové legendě Enzu Scifovi. Belgie vypadla v semifinále turnaje se Španělskem, když prohrála 7:6 na pokutové kopy. Byla blízko postupu, vedla vlastním gólem Davida Rochela, nicméně útočník FC Barcelony Bojan Krkić vyrovnal a poslal zápas do prodloužení.
Díky umístění na 3. příčce v tomto turnaji se Belgie kvalifikovala na světový šampionát hráčů do 17 let v roce 2007 v Jižní Koreji. Hazard nastoupil ve všech 3 zápasech skupinové fáze (postupně prohra 2:4 s Tuniskem, výhra 1:0 nad Tádžikistánem a prohra 0:2 s USA), v  níž Belgie obsadila se 3 body nepostupovou čtvrtou příčku.
Od října 2007 se začal objevovat v belgické reprezentaci do 19 let.

### A-mužstvo
Ačkoli byl Eden Hazard stále ve věku, kdy mohl hrát za mládežnické reprezentace, 18. listopadu 2008 byl povolán trenérem René Vandereyckenem do A mužstva pro zápas s Lucemburskem. Ještě předtím byl osloven zástupci Francouzské fotbalové federace, zda by nepřijal dres francouzské reprezentace (splňoval patřičné podmínky). Hazard odmítl.
Proti Lucembursku 19. listopadu 2008 si Hazard odbyl svůj reprezentační debut v dospělých, v 67. minutě vystřídal Wesley Soncka. Utkání skončilo remízou 1:1. Tímto startem se stal osmým nejmladším hráčem ve fotbalové historii své země (ve věku 17 let a 316 dní).

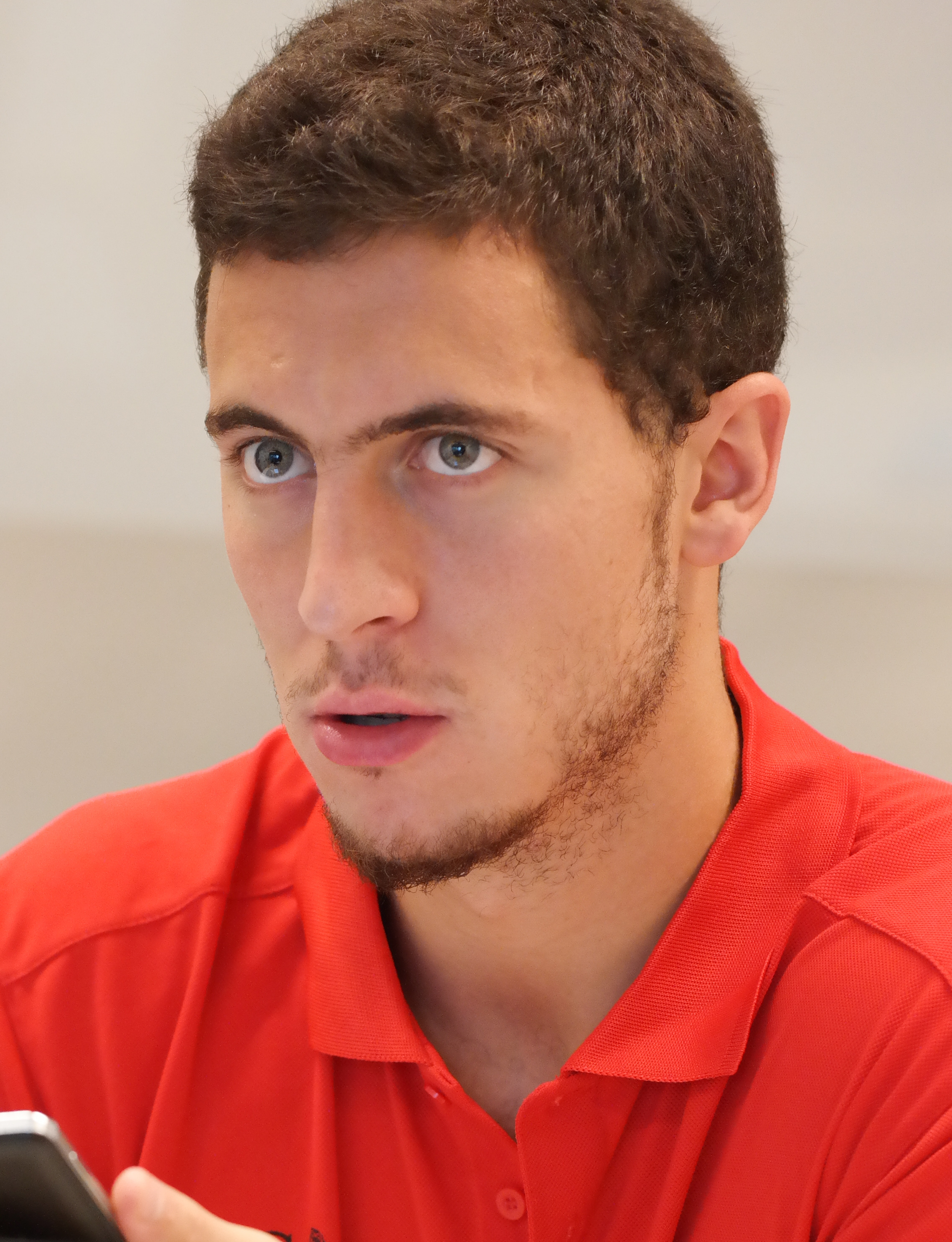
Při návštěvě s belgickým týmem u společnosti Samsung (v předváděcí místnosti)

12. srpna 2009 (po třech zápasech v řadě za reprezentaci, v nichž se dostal na hřiště vždy jako střídající hráč) nastoupil pod trenérem Franky Vercauterenem k utkání proti České republice v základu, Belgie zápas na hřišti soupeře prohrála 1:3. V následujícím reprezentačním zápase 5. září 2009 v kvalifikaci na MS 2010 proti domácímu Španělsku byl u prohry 0:5. Hazarda střídal na hřišti v 58. minutě Kevin Mirallas. Belgie se neprobojovala na závěrečný turnaj, skončila až čtvrtá ve své kvalifikační skupině. V belgické reprezentaci Vercauterena nahradil Dick Advocaat, pod nímž Eden Hazard začal pravidelně nastupovat v základní sestavě. 14. listopadu 2009 odehrál celé utkání proti Maďarsku a přihrál na 2 góly, Belgie vyhrála 3:0.
6. února 2013 nastoupil v Bruggách proti hostujícímu Slovensku, Hazard se prosadil v 10. minutě gólem z pokutového kopu. Belgie zvítězila 2:1 gólem Driese Mertense z 90. minuty. 22. března 2013 nastoupil v kvalifikačním zápase ve Skopje proti domácí Makedonii, který skončil vítězstvím Belgie 2:0. Hazard vstřelil v 62. minutě druhý gól z pokutového kopu. Proti Makedonii se prosadil i v domácí odvetě 26. března, kdy svým gólem (tentokrát ze hry) zařídil vítězství Belgie 1:0.

#### Mistrovství světa 2014
Trenér Marc Wilmots jej vzal na Mistrovství světa 2014 v Brazílii, kam Belgie suverénně postoupila z prvního místa evropské kvalifikační skupiny A. V prvním utkání Belgie v základní skupině H proti Alžírsku přihrál míč do čisté šance Driesi Mertensovi, který dokonal belgický obrat na konečných 2:1. Ve druhém zápase proti Rusku (1:0) přihrál v 88. minutě na vítězný gól Divocku Origimu, jeho trefa mužstvu zajistila další tři body a jistotu osmifinále. Se šampionátem se Belgie rozloučila čtvrtfinálovou porážkou 0:1 s Argentinou.

#### EURO 2016
Marc Wilmots jej nominoval na EURO 2016 ve Francii, kde byli Belgičané vyřazeni ve čtvrtfinále Walesem po porážce 1:3. Nastoupil ve všech pěti zápasech svého mužstva na šampionátu a vstřelil jednu branku (v osmifinále proti Maďarsku).
7. prosince 2022 oznámil Hazard konec reprezentační kariéry.

### Reprezentační góly
Góly Edena Hazarda za A-mužstvo Belgie
| 010                | 7. 10. 2011  | Stadion krále Baudouina, Brusel, Belgie          | Kazachstán          | 02:00(43.)  | 4:1 | kvalifikace na EURO 2012 |
| 02                 | 25. 5. 2012  | Constant Vanden Stock Stadion, Brusel, Belgie    | Černá Hora          | 02:10(34.)  | 2:2 | přátelské utkání         |
| 03                 | 6. 2. 2013   | Jan Breydel Stadion, Bruggy, Belgie              | Slovensko           | 01:00(10.)  | 2:1 | přátelské utkání         |
| 04                 | 22. 3. 2013  | Arena Filip II Makedonski, Skopje, Makedonie     | Makedonie           | 00:20(62.)  | 0:2 | kvalifikace na MS 2014   |
| 05                 | 26. 3. 2013  | Stadion krále Baudouina, Brusel, Belgie          | Makedonie           | 01:00(63.)  | 1:0 | kvalifikace na MS 2014   |
| 06                 | 1. 6. 2014   | Friends Arena, Stockholm, Švédsko                | Švédsko             | 00:20(78.)  | 0:2 | přátelský zápas          |
| 07                 | 28. 3. 2015  | Stadion krále Baudouina, Brusel, Belgie          | Kypr                | 04:000(67.) | 5:0 | kvalifikace na EURO 2016 |
| 08                 | 7. 6. 2015   | Stade de France, Saint-Denis, Francie            | Francie             | 01:40(54.)  | 3:4 | přátelský zápas          |
| 09                 | 3. 9. 2015   | Stadion krále Baudouina, Brusel, Belgie          | Bosna a Hercegovina | 03:100(78.) | 3:1 | kvalifikace na EURO 2016 |
| 10                 | 6. 9. 2015   | GSP Stadium, Nikósie, Kypr                       | Kypr                | 00:100(86.) | 0:1 | kvalifikace na EURO 2016 |
| 11                 | 10. 10. 2015 | Estadi Nacional, Andorra la Vella, Andorra       | Andorra             | 01:300(56.) | 1:4 | kvalifikace na EURO 2016 |
| 12                 | 13. 10. 2015 | Stadion krále Baudouina, Brusel, Belgie          | Izrael              | 03:000(84.) | 3:1 | kvalifikace na EURO 2016 |
| 13                 | 5. 6. 2016   | Stadion krále Baudouina, Brusel, Belgie          | Norsko              | 02:200(70.) | 3:2 | přátelský zápas          |
| 14                 | 26. 6. 2016  | Stadium municipal de Toulouse, Toulouse, Francie | Maďarsko            | 00:30(80.)  | 0:4 | EURO 2016                |
| Platí k 3. 7. 2016 |              |                                                  |                     |             |     |                          |

## Úspěchy
Klubové
OSC Lille
- 1× vítěz Ligue 1 – 2010/11
- 1× vítěz Coupe de France – 2010/11

Chelsea FC
- 2× vítěz Premier League – 2014/15, 2016/17
- 1× vítěz FA Cup – 2014/15
- 2× vítěz Evropské ligy UEFA – 2012/13, 2018/19

Real Madrid
- 1× vítěz La Ligy – 2019/20
- 1× vítěz Supercopa de España – 2019

Reprezentační
Belgická reprezentace
- 1× bronz na Mistrovství světa 2018

Zdroj:
Individuální
- Tým roku Ligue 1 podle UNFP – 2009/10,[78] 2010/11,[79] 2011/12[80]
- Hráč měsíce Ligue 1 podle UNFP – březen 2010,[81] březen 2011,[81] březen 2012,[81] duben 2012[81]
- 2× UNFP Ligue 1 hráč roku (2010/11, 2011/12)
- 2× UNFP Ligue 1 mladý hráč roku (2008/09, 2009/10)
- 1× vítěz ceny Bravo (2011)
- Tým roku Premier League podle PFA – 2012/13,[23] 2013/14,[82] 2014/15,[83] 2016/17[84]
- nejlepší hráč Premier League 2014/15 podle sportovních novinářů (FWA Footballer of the Year)[26]
- nejlepší hráč Premier League 2014/15 podle fotbalistů (PFA Footballer of the Year)[26]
- Tým roku podle UEFA – 2017,[85] 2018[86]
- Světová jedenáctka FIFA FIFPro – 2018,[87] 2019[88]
- Nejlepší jedenáctka podle ESM – 2014/15,[89] 2018/19[90]